# Christophe Colomb dans la culture
Christophe Colomb fait l'objet de nombreuses commémorations et a été à d'innombrables reprises représenté en peinture, en littérature, en bande dessinée, en musique, au théâtre et au cinéma. Architecturalement, il existe à travers le monde des dizaines de monuments incluant le plus souvent au moins une sculpture de Colomb.

## Commémorations
C'est principalement à partir de l'indépendance des colonies européennes en Amérique, aux XVIIIe   et   XIXe siècle, que Christophe Colomb a commencé à y être glorifié et commémoré en tant que héros fondateur de ce qu'on considérait alors comme la découverte de l'Amérique et de la naissance de l'identité métissée revendiquée par les pays d'Amérique, en distinction de l'identité européenne de l'État dont ils se sont affranchis, mais aussi en tant que génie du progrès scientifique, selon l'interprétation positiviste qui est devenue commune au XIXe siècle (cf. Histoire des représentations de Christophe Colomb).
À l'inverse, à partir de la fin du XXe siècle et surtout au XXIe siècle, ces commémorations de Christophe Colomb ont fait l'objet de nombreuses critiques et protestations ; plusieurs monuments ont été dégradés, remplacés ou mis à l'écart des lieux emblématiques où ils étaient exposés.

### Célébrations
Dans différents pays, le débarquement de Christophe Colomb en Amérique est commémoré le 12 octobre, une initiative qui trouve ses origines dans les célébrations du IVe centenaire de la découverte.
En Espagne, cette date a été adoptée comme la Journée nationale de l'Espagne (jusqu'en 1987, elle était également appelée Día de la Hispanidad, "Jour de l'hispanité").
Différents pays d'Amérique latine la célèbrent, ou l'ont célébrée, sous le nom de Día de la Raza ("Jour de la Race") dans le cadre de l'affirmation de l'identité du début du XXe siècle. L'Argentine (pionnière depuis 1917 et jusqu'en 2010 où elle a changé de nom), le Venezuela (entre 1921 et 2002), le Mexique (depuis 1928) et le Chili (depuis 1931) l'ont adopté dans leur calendrier de fêtes civiques.
Aux États-Unis, le 12 octobre est commémoré sous le nom de Columbus Day ("Jour de Christophe Colomb").

### Lieux
D'un point de vue toponymique, le nom de Colomb est largement utilisé, principalement en Amérique. Un pays américain, la Colombie, doit son nom à l'Amiral, tout comme sa plus haute montagne, le Pic Cristóbal Colón ; ainsi que différentes régions, villes et rivières comme Columbus dans l'Ohio (États-Unis) ou la ville de Colón au Panama, ainsi que la province du même nom.
Aux États-Unis, le nom Columbia, issu de l'allégorie qui a fusionné l'idéal héroïque de Colomb et la figure féminine de la Liberté, a été principalement adopté, par exemple dans la ville de Columbia (Caroline du Sud), le district de Columbia où se trouve la capitale fédérale (Washington D. C.), le fleuve Columbia ou la province canadienne de la Colombie-Britannique (British Columbia).
En Argentine, il existe deux villes appelées Colón, l'une dans la province de Buenos Aires et l'autre dans la province d'Entre Ríos. À Cuba, il existe également une ville appelée Colón, dans la province de Matanzas, ainsi que le principal cimetière du pays : la nécropole de Christophe Colomb à La Havane. Puerto Colón -au Paraguay-, Ciudad Colón -au Costa Rica-, Colón -au Mexique-, San Juan de Colón -au Venezuela-, San Marcos de Colón au Honduras.
De même, l'archipel des îles Galápagos, qui appartient à l'Équateur, est officiellement appelé "Archipiélago de Colón".
En Espagne, plus précisément dans la province de Huelva, il existe le parcours historico-artistique des "Lugares colombinos" autour de la figure de Christophe Colomb, des frères Pinzón et des événements entourant la découverte. Il a été déclaré site historico-artistique de la province en 1967.

### Monuments

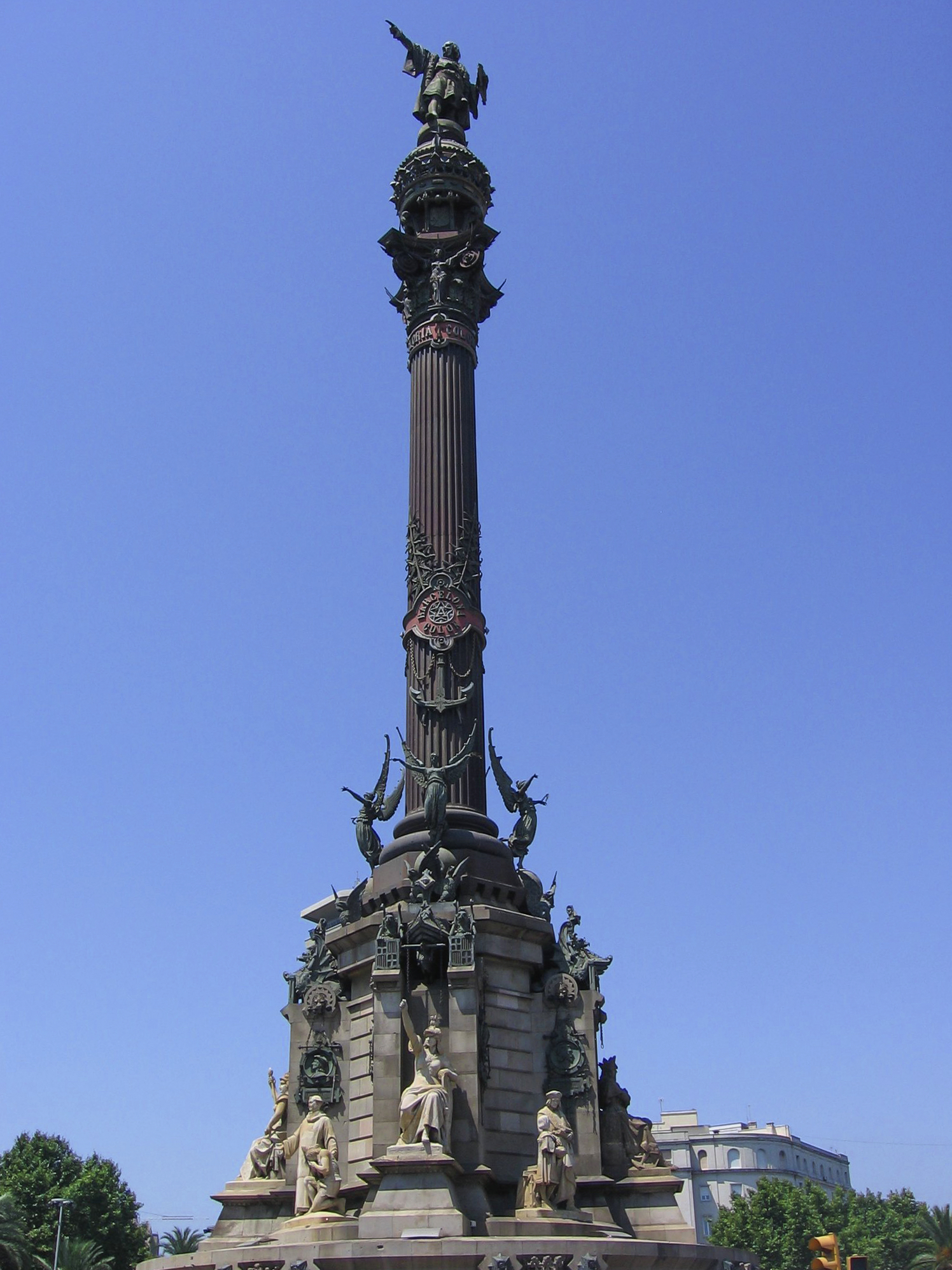
Vue d'ensemble de la colonne Christophe Colomb érigée sur le port de la ville de Barcelone en 1888
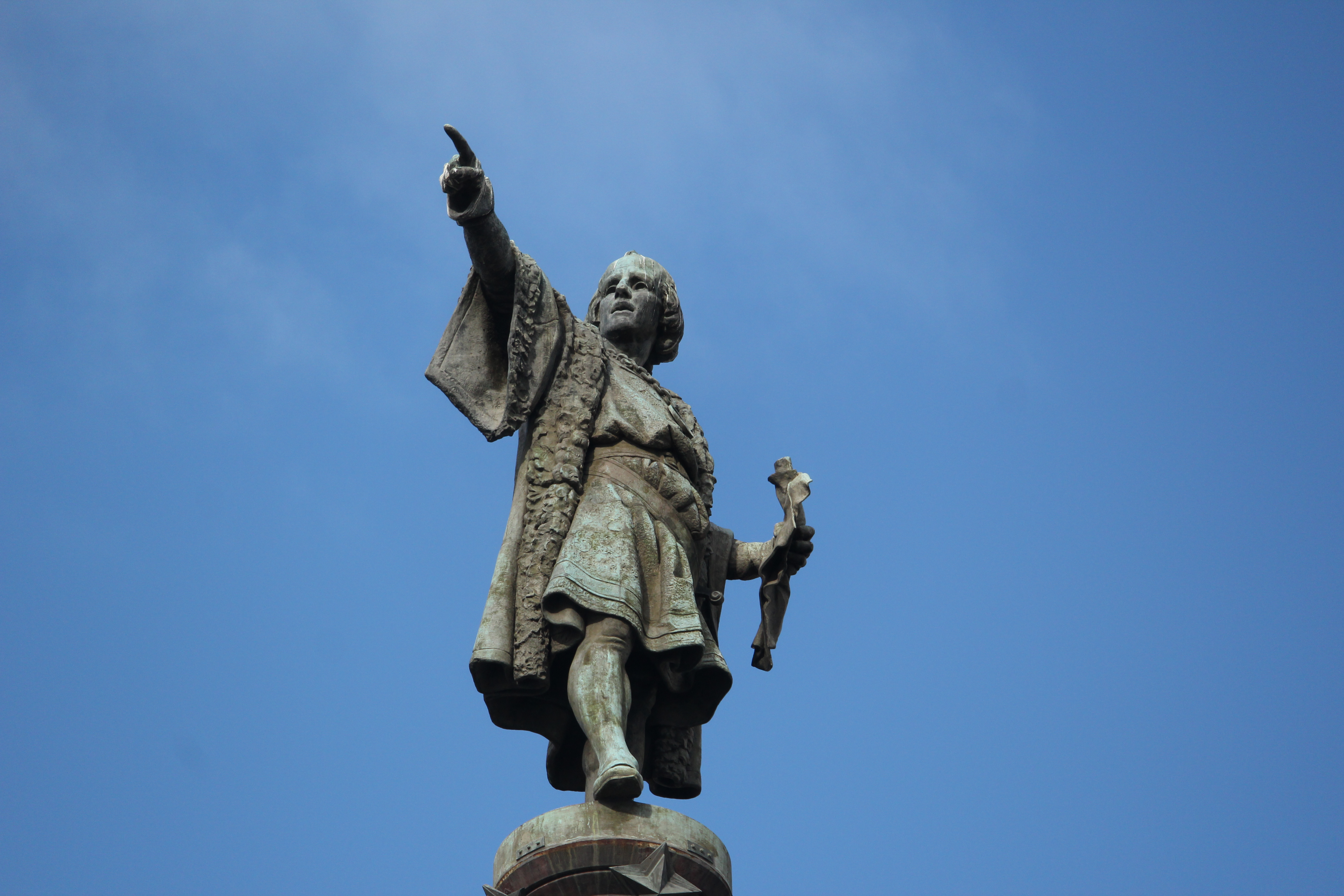
Détail de la sculpture au sommet de la Colonne Christophe Colomb de Barcelone.
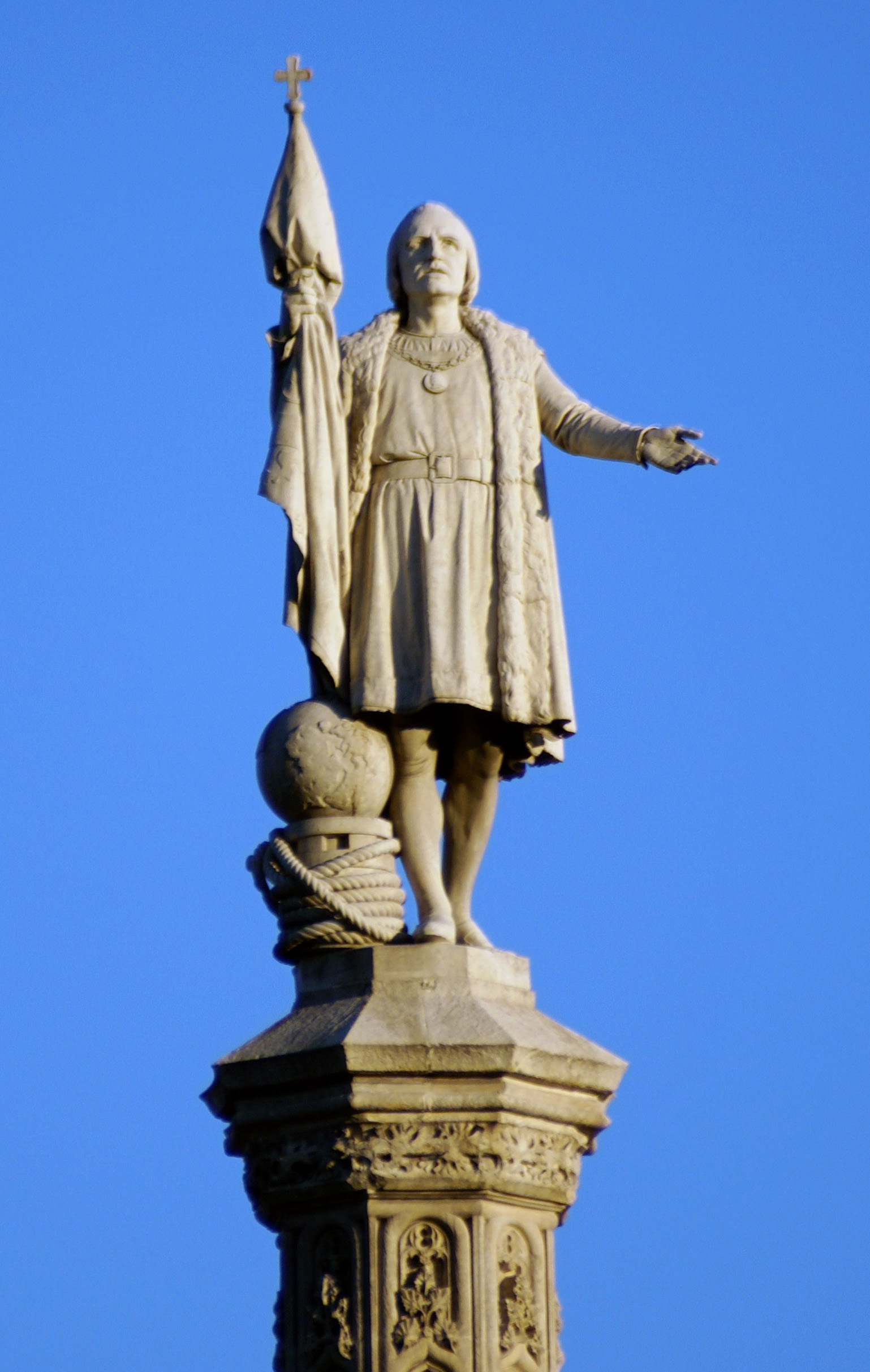
Détail du monument à Colomb édifié sur la Plaza Colón de Madrid.
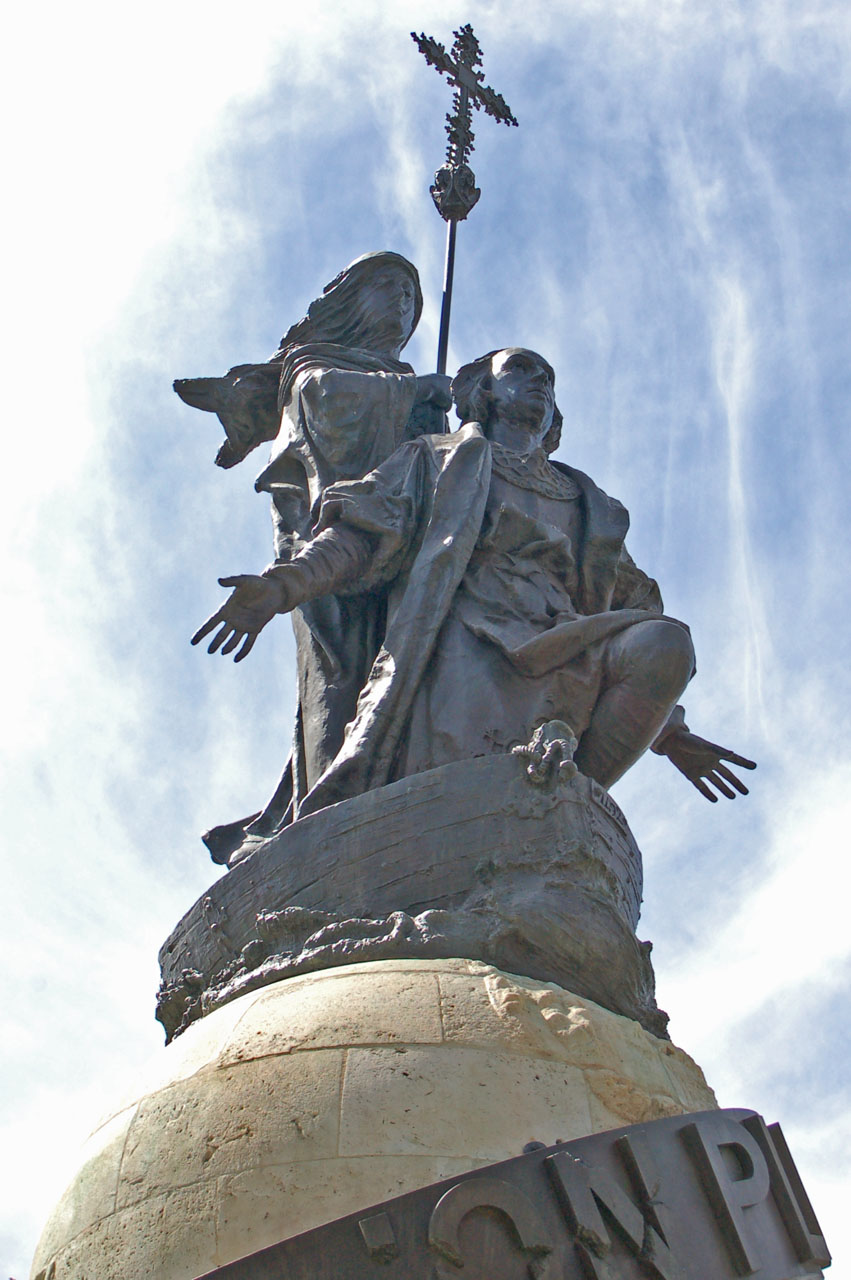
Détail du monument à Colomb édifié sur la Plaza Colón de Valladolid.
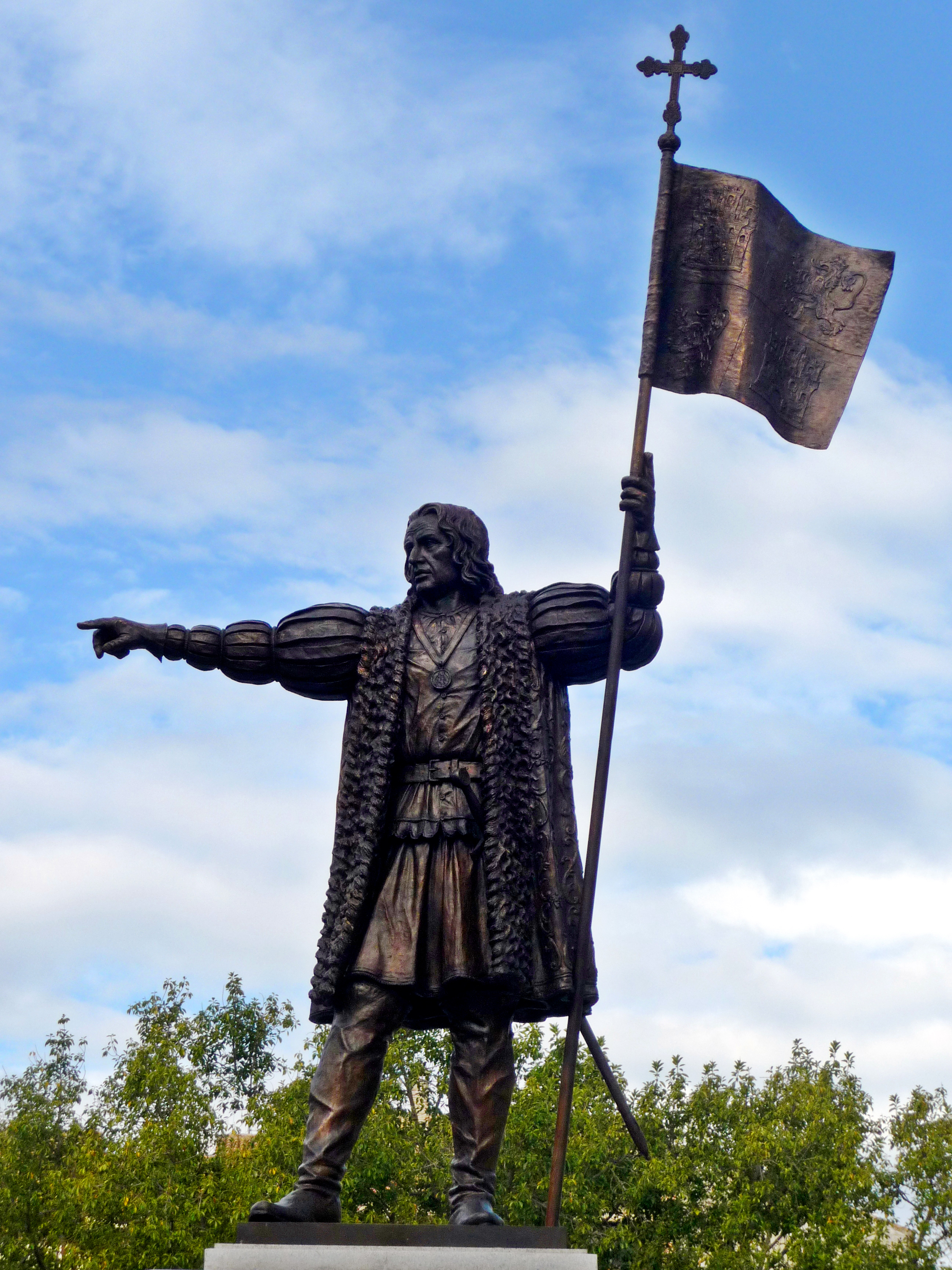
Monumento a Colón, Plaza de las Monjas de Huelva.
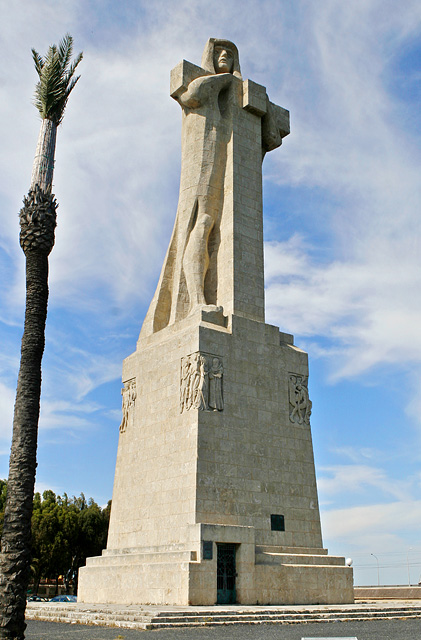
Monumento a la Fe Descubridora à Huelva.
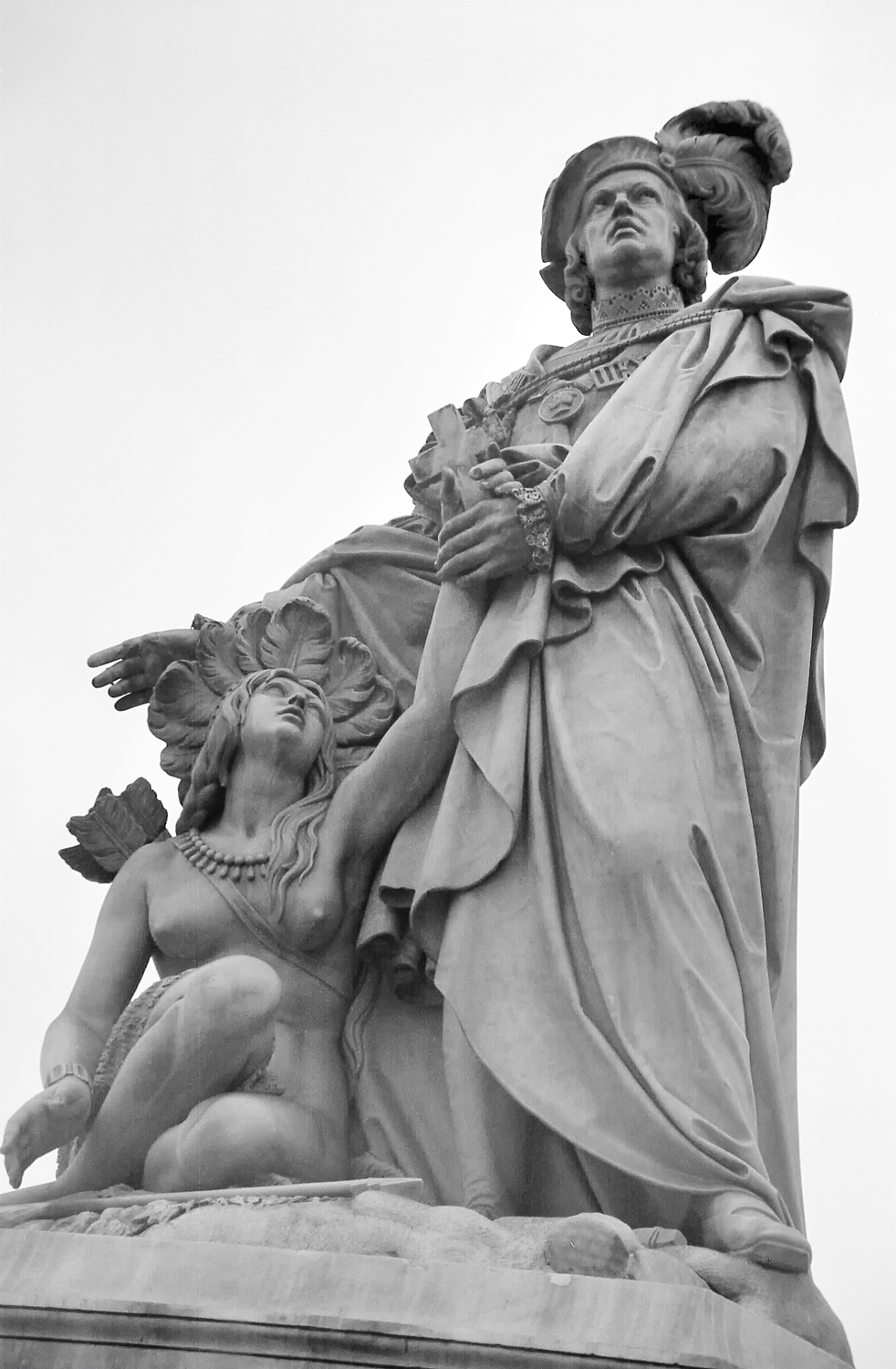
Statue de Colomb sur le Paseo Colón de Lima.
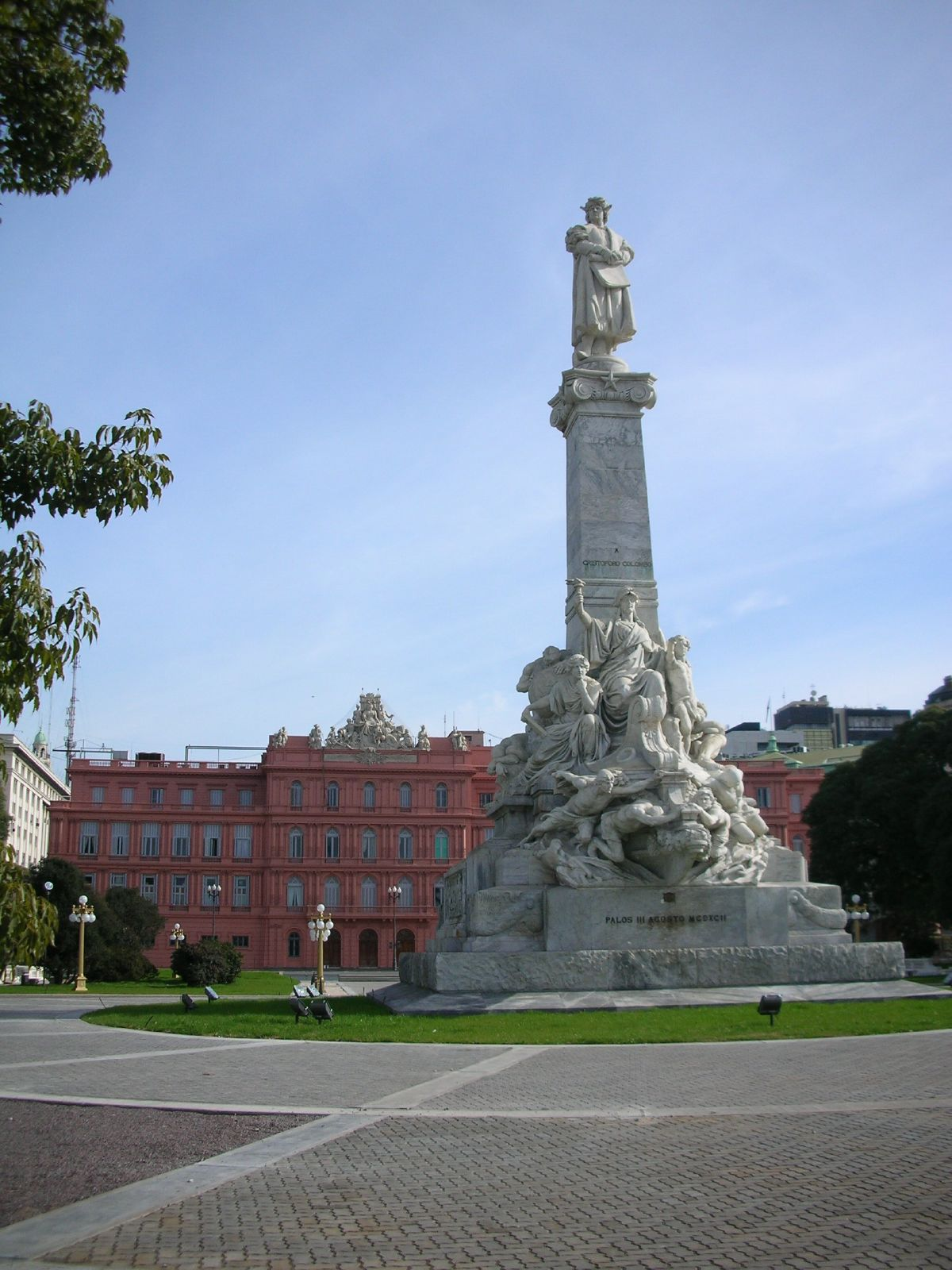
Monument à Colomb sur la Plaza Puerto Argentino de Buenos Aires.
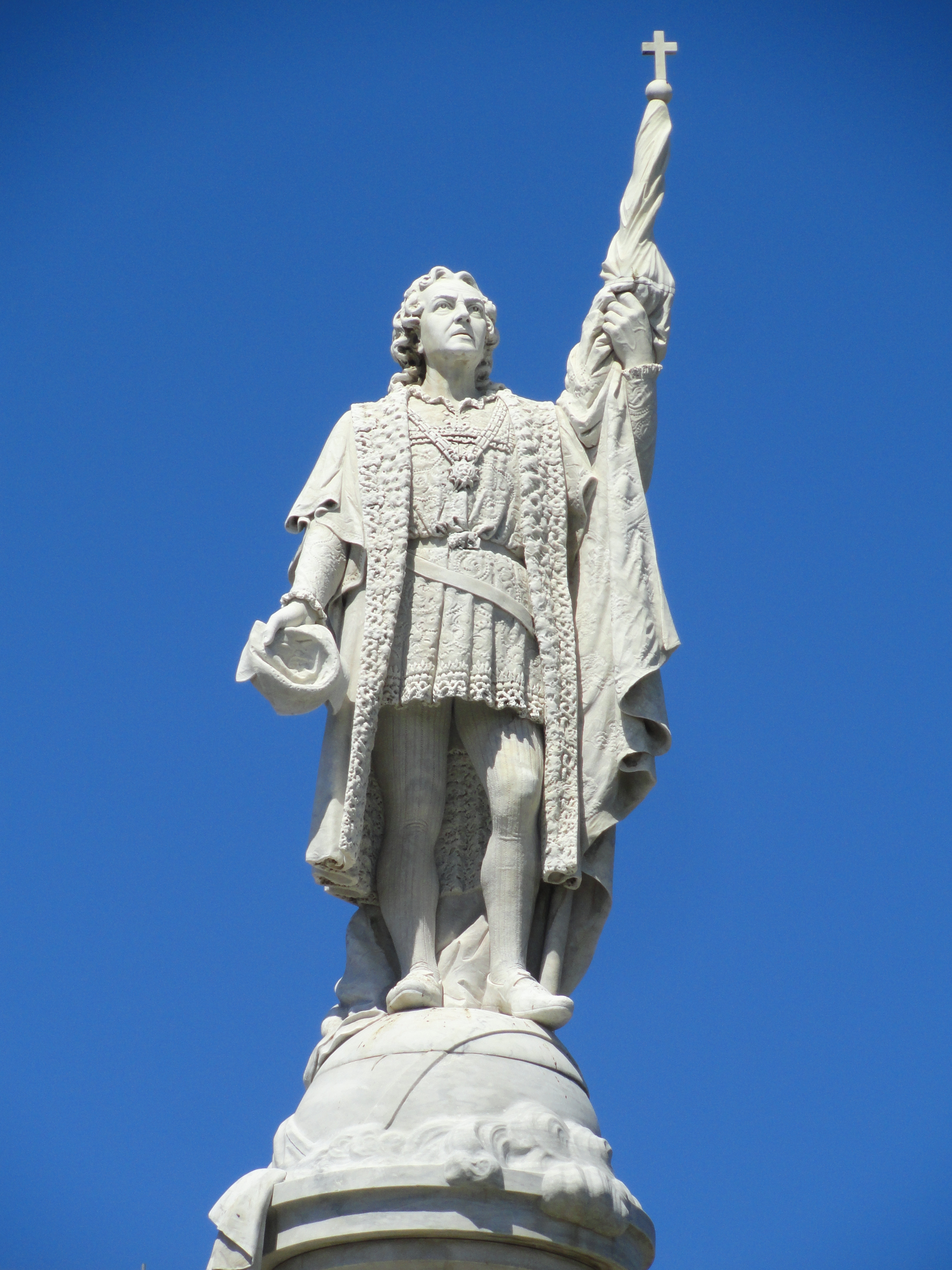
Monument à Colomb sur la Place Colomb de San Juan.

- En 1792, la ville de Baltimore dans le Maryland, érige le plus ancien monument, un obélisque, rendant hommage à Colomb aux États-Unis.
- En 1876, on érige une statue de Colomb sur la place du parc Marconi Plaza située dans le sud de la ville de Philadelphie.
- En 1888, en hommage à Colomb, la ville de Barcelone a érigé un imposant monument orné de reliefs et sculptures relatant la vie de l'explorateur, devenu emblématique de la ville.

## Peinture
- Vierge des Navigateurs peint entre 1531 et 1536 par Alejo Fernández.
- Œuf de Colomb peint en 1752 par William Hogarth.
- Christophe Colomb devant la reine peint en 1843 par Emanuel Leutze.
- Le débarquement de Christophe Colomb sur l'île de Guanahani en 1492, peint vers 1890 par José Garnelo (en).
- La Découverte des Amériques par Christophe Colomb peint entre 1958 et 1959 par Salvador Dalí.

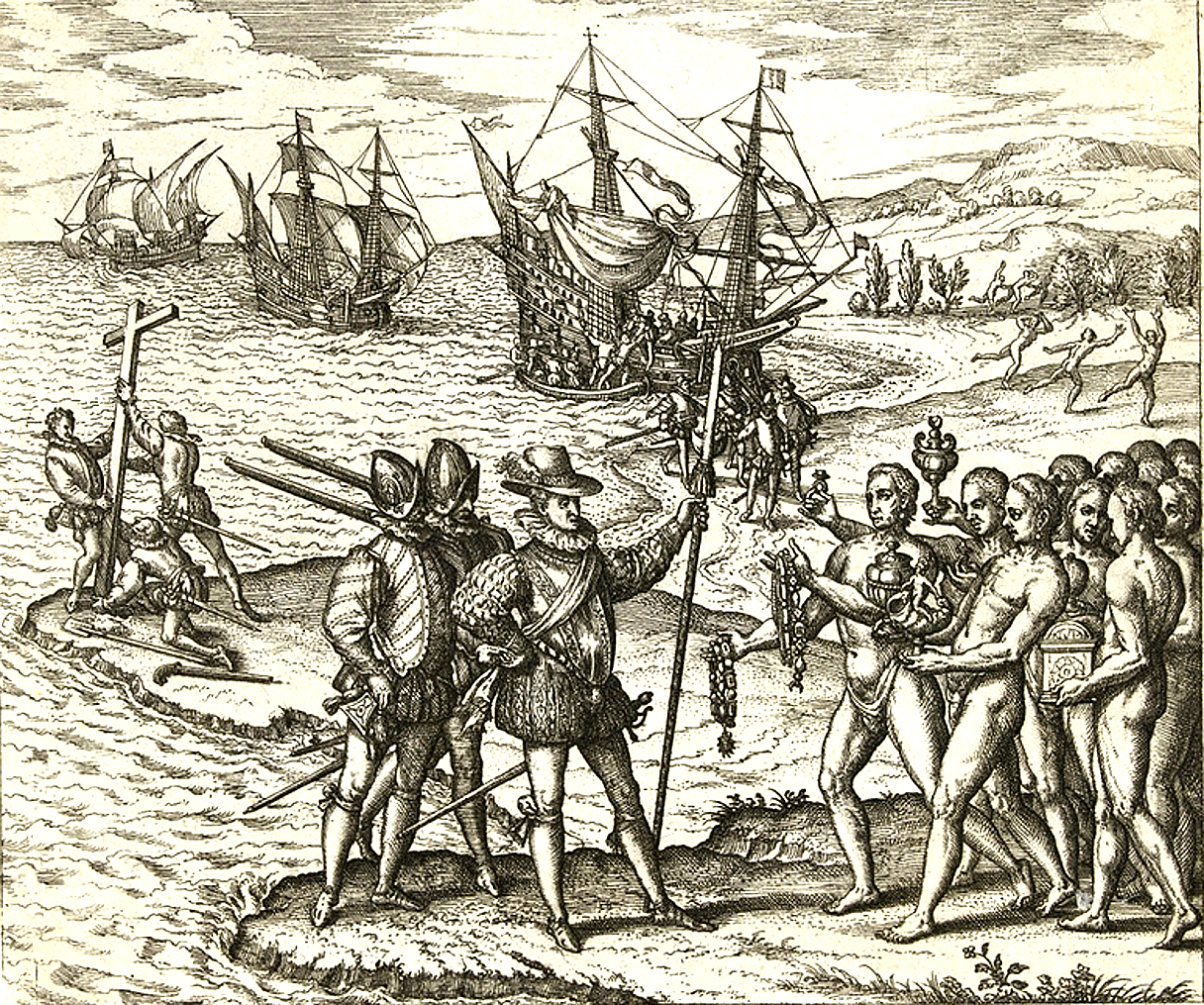
L'Arrivée de Christophe Colomb en Amérique, estampe à partir d'une gravure de Théodore de Bry de 1594.
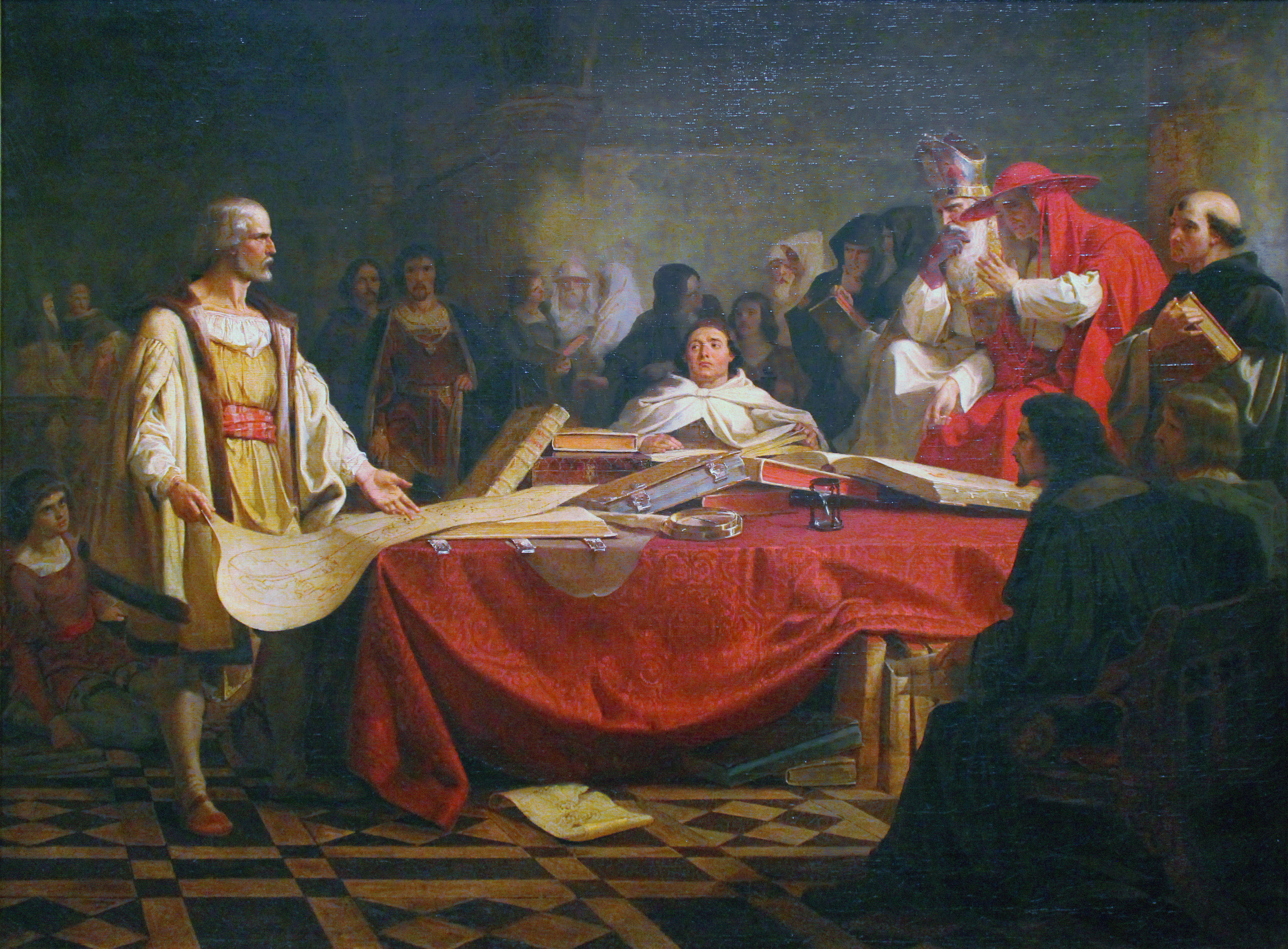
Christophe Colomb devant le conseil de Salamanque peint en 1841 par Emanuel Leutze.
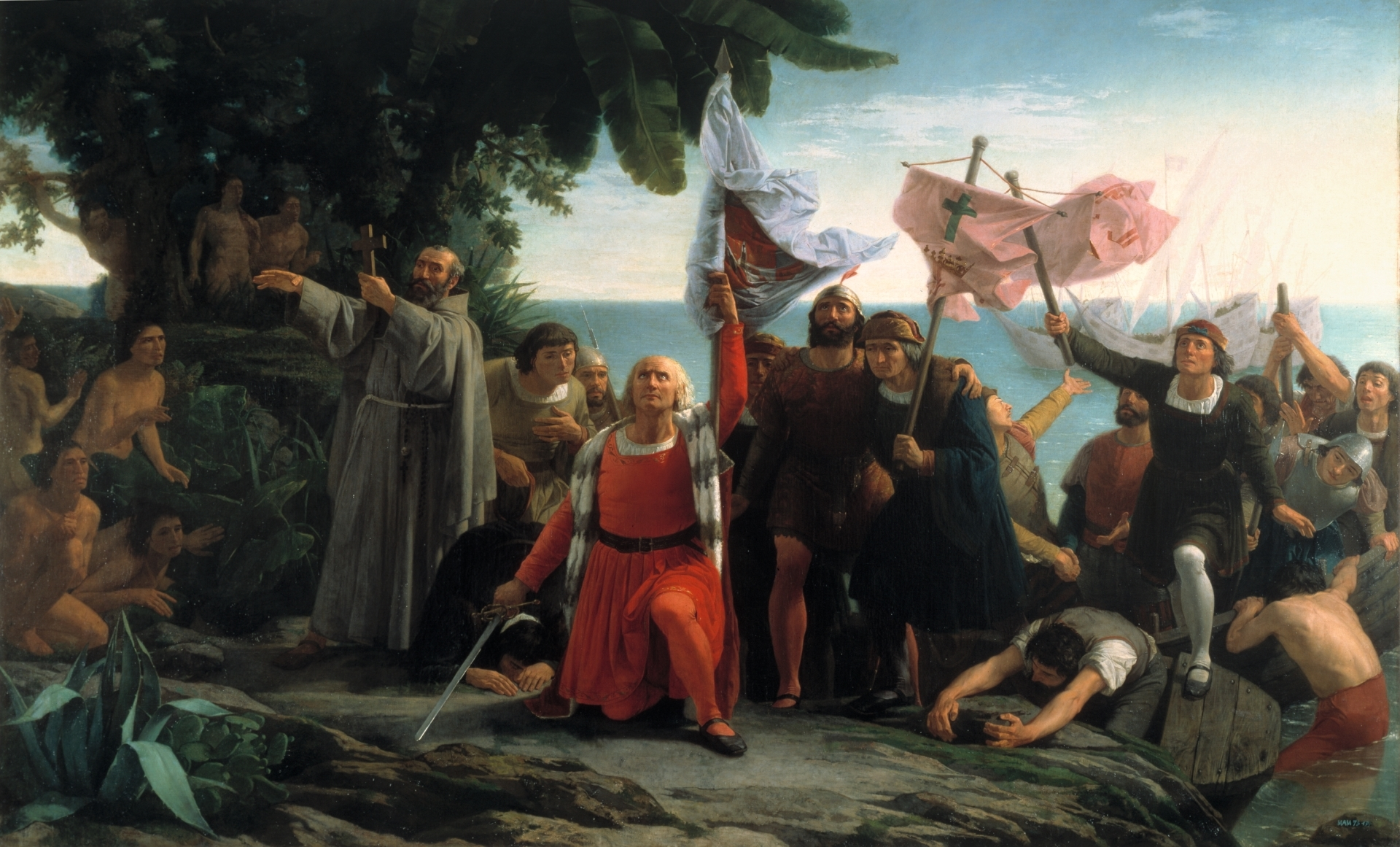
Premier débarquement de Christophe Colomb en Amérique peint en 1846 par Dióscoro Puebla (es).
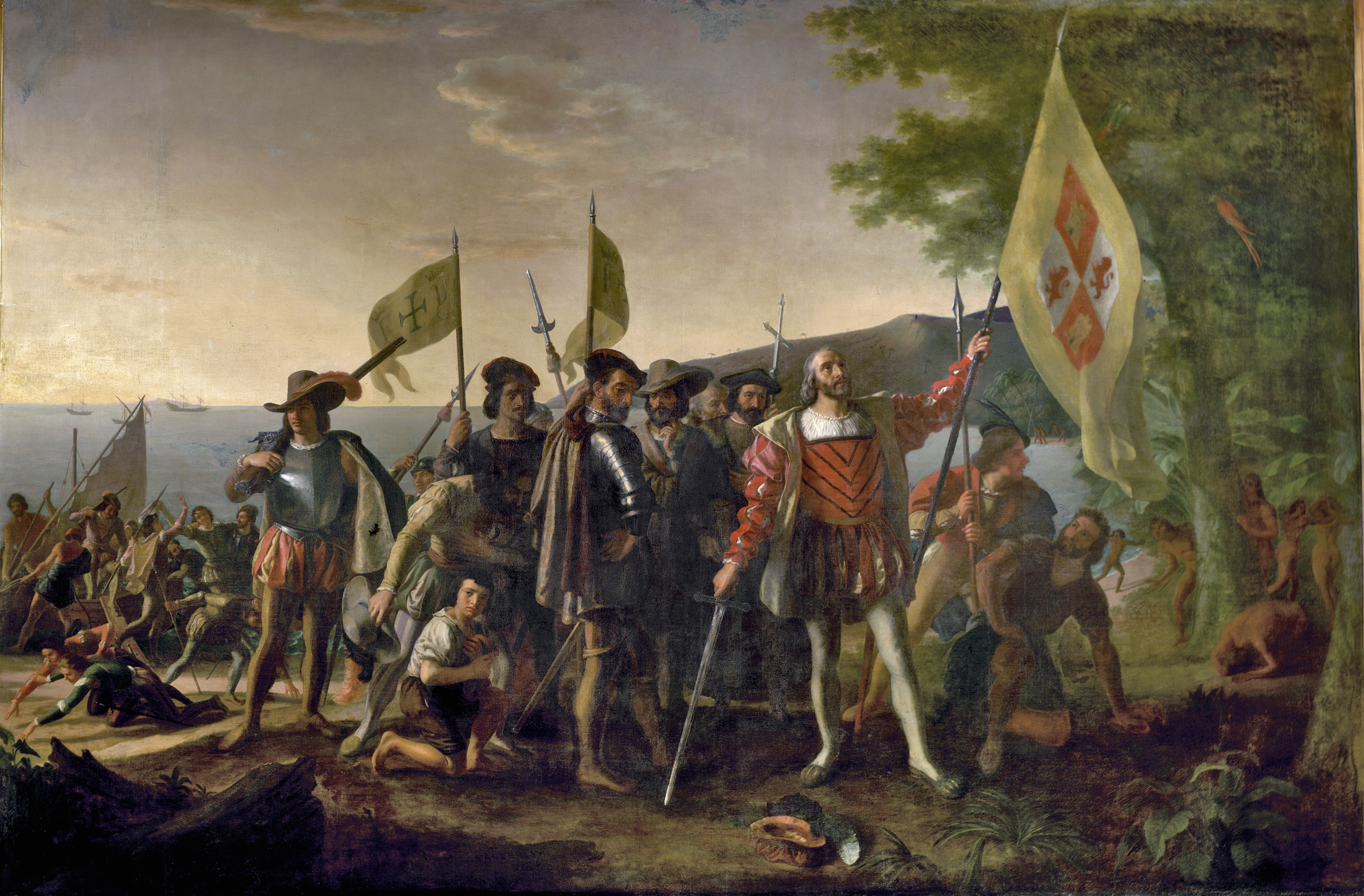
Débarquement de Colomb peint en 1847 par John Vanderlyn.

## Littérature
- 1828 : Une histoire et les voyages de Christophe Colomb de Washington Irving.
- 1862 : Romola, roman de George Eliot.
- 1881 : Prayer of Columbus, poème de Walt Whitman.
- 1886 : Dans un texte écrit autour de sa quatorzième année et intitulé « L’éclipse », Marcel Proust s’est représenté en Christophe Colomb[1].
- 1952 : Par-delà l’océan, nouvelle de Philip José Farmer.
- 1987 : La fête des fous de Paul Zumthor décrit les trente années qui précèdent le départ des trois caravelles et, autour de la figure centrale de Colomb, les destinées de quelques-uns des hommes qui formeront le premier équipage.
- 1941 : Columbus (en) de Rafael Sabatini.
- 1980 : Crónica del descubrimiento d'Alejandro Paternain (es).
- 1983 : Los Perros del Paraíso, roman d'Abel Posse (prix Rómulo Gallegos 1987).
- 1990 : Histoire du Juif errant, roman de Jean d'Ormesson , récit dans lequel le héros rencontre Christophe Colomb et le suit en Amérique.
- 1992 : Vigilia del Almirante, roman d'Augusto Roa Bastos.
- 1992 : Las puertas del mundo: una autobiografía hipócrita del almirante, roman d'Herminio Martínez (es).

### Littérature jeunesse
- Peter Sís, Christophe Colomb, jusqu'au bout du rêve (Follow the dream : the story of Christopher Colombus), Albin Michel, 1992.
- Anne Pouget, Par delà l'horizon, L'enfance de Christophe Colomb, Casterman, 2013.

#### Bande dessinée
- Colomb Pacha de Jean-Pierre Pécau, Fred Duval et Fred Blanchard (scénario), Emem (dessin) et Florent Calvez (couleurs) : dans ce treizième tome de la série de bande dessinée uchronique Jour J, la Reconquista n'a pas eu lieu, les Maures sont maîtres de la péninsule Ibérique. N'ayant pas obtenu la confiance du Conseil du roi de France, Christophe Colomb se convertit à l'islam pour augmenter les chances d'obtenir la confiance des dirigeants musulmans de la péninsule Ibérique. Il découvre donc l'Amérique et en prend possession au nom d'Allah et de l'émir de Cordoue.

## Philatélie
- Pour les 4ème et 5ème centenaires du voyage de Colomb, plusieurs organisations postales ont participé à l'émission d'un timbre commémoratif, et même de plusieurs séries de timbres pour le service postal des États-Unis[2],[3].

## Musique

### Opéras
- 1865 : Cristoforo Colombo de Felicita Casella, sur un livret de Felice Romani.
- 1892 : Cristoforo Colombo de Alberto Franchetti sur un livret de Luigi Illica.
- 1930 : Christophe Colomb de Darius Milhaud, sur un livret de Paul Claudel.
- 1933 : Columbus de Werner Egk.
- 1939 : Christophe Colomb d'Eugene Zador, sur un livret de François-Joseph.
- 1962 : Atlántida de Manuel de Falla et Ernesto Halffter.
- 1992 :
  - The Voyage de Philip Glass, sur un livret de David Henry Hwang.
  - 1492 epopea lirica d'America d'Antonio Braga.

### Autres
- 1847 : Christophe Colomb, ode-symphonie de Félicien David.

## Théâtre
- 1809 : Christophe Colomb, comédie historique en trois actes et en vers de Népomucène Lemercier.
- 1933 : Paul Claudel publie en 1933 un drame lyrique en deux parties intitulé Le Livre de Christophe Colomb.

## Filmographie

### Cinéma
Christophe Colomb est incarné au cinéma comme une figure historique, incarnant à la fois un grand navigateur et un explorateur qui découvrit le Nouveau-Monde, selon le contexte historique de la mise en scène des films qui changent à chaque fois sa représentation. Dans la liste ci-dessous, le nom de l'acteur interprétant le rôle de Christophe Colomb est indiqué entre parenthèses.
- 1904 : Christophe Colomb de Vincent Lorant-Heilbronn.
- 1910 : Christophe Colomb de Emiliano Fontana.
- 1912 : The Coming of Columbus de Colin Campbell.
- 1916 : La Vie de Christophe Colomb de Gérard Bourgeois.

- 1923 :
  - Christopher Columbus d'Edwin L. Hollywood (avec Fred Eric).
  - Christophe Colomb de Martin Garas.
- 1924 :
  - The New Land de Hans Behrendt.
  - Colombus and Isabella de Bryan Foy.
- 1934 : Chris Columbus, Jr. de Walter Lantz.
- 1937 : Christophe Colomb de Carmine Gallone.
- 1939 : Kristopher Kolumbus Jr. de Bob Clampett.
- 1945 : Drôle d'histoire de Gregory Ratoff.
- 1949 : Christophe Colomb de David MacDonald (avec Fredric March).
- 1951 : L’Aube de l’Amérique de Juan de Orduña.
- 1953 : Hysterical History de Isadore Sparber.
- 1957 : L'Histoire de l'humanité de Irwin Allen (avec Anthony Dexter).

- 1965 : Willy McBean and His Magic Machine d'Arthur Rankin, Jr. et Jules Bass.
- 1982 : Christophe Colomb, profession… découvreur de Mariano Ozores.
- 1992 :
  - 1492 de Ridley Scott (avec Gérard Depardieu).
  - Pico et Columbus : Le Voyage magique de Michael Schoemann.
  - Christophe Colomb : La Découverte de John Glen (avec Georges Corraface).
  - Carry On Columbus de Gerald Thomas.

- 2005 : Les Aventures de Christophe Colomb de Thibault Chatel
- 2007 :Christophe Colomb, l'énigme de Manoel de Oliveira.

### Télévision
- 1951 : Bugs Bunny met les voiles de Robert McKimson.
- 1955 : Captain Z-Ro épisode Christophe Colomb.
- 1968 : Cristóbal Colón de Vittorio Cottafavi.
- 1972 : The Wonderful Stories of Professor Kitzel (en) de Shamus Culhane.
- 1985 : Christophe Colomb d'Alberto Lattuada.

- 1990 : Réquiem por Granada (ca) de Vicente Escrivá.
- 1991 : Il était une fois... l'Homme et Il était une fois... les Amériques d'Albert Barillé.
- 1996 : Il était une fois... les Explorateurs d'Albert Barillé.

- 2001 : Time Squad, épisode 26 de la saison 2.
- 2008 : Christophe Colomb a-t-il découvert l'Amérique ? de Jean-Christophe de Revière.
- 2015 : Le Ministère du temps de Pablo et Javier Olivares.
- 2017 : Conquistadores: Adventum (es) de Israel del Santo.